# Орехоплодные культуры

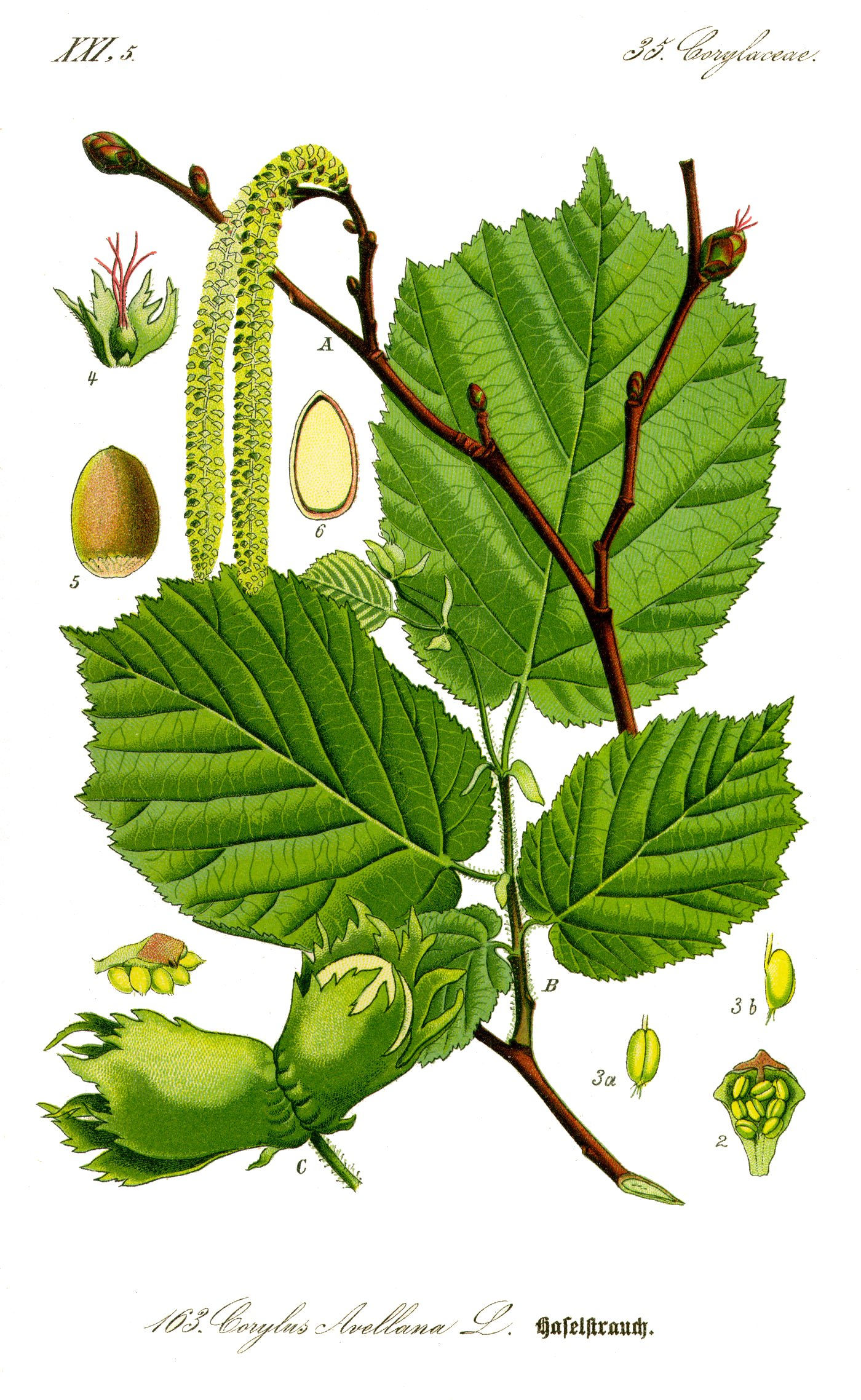
Лещина обыкновенная
Ботаническая иллюстрация 1885 год

Орехоплодные культуры — плодовые породы и дикорастущие растения всех зон плодоводства из разных ботанических семейств, формирующие плод — орех или сухая костянка, ради которых их выращивают.
Плоды многих орехоплодных культур (миндаль, пекан, фисташки, грецкие орехи и бразильские орехи) не являются орехами в ботаническом смысле.
Орехоплодные культуры используются в сельском хозяйстве, а также в озеленении железных и шоссейных дорог.

## Список видов
Орехоплодные культуры выращиваемые на территории бывшего СССР:
- Орех грецкий
- Миндаль обыкновенный
- Орешники
- Пекан
- Фисташка настоящая
- Каштан съедобный
- Каштан зубчатый
- Каштан японский
- Бук
- Орех маньчжурский
- Орех Зибольда
- Орех сердцевидный
- Орех чёрный
- Орех серый
- Орех скальный
- Орех Гиндса
- Кария белая
- Кария голая
- Кария сердцевидная
- Кария бахромчатая
- Кария войлочная
- Кедровые сосны

Орехоплодовые культуры выращиваемые за пределами России:
- Кажу
- Бразильский орех
- Макадамия
- Канариум филиппинский (пили)
- Пахира